# Junko Ozawa
Pour les articles homonymes, voir Ozawa.
Junko Ozawa (小澤 純子, Ozawa Junko), née le 7 décembre 1973, est une joueuse internationale de football japonaise.

## Biographie
Le 4 décembre 1993, elle fait ses débuts avec l'équipe nationale japonaise lors de la Coupe d'Asie, contre la Taipei chinois. Elle participe à la Coupe du monde 1995 et Jeux olympiques d'été 1996. Elle compte 21 sélections en équipe nationale du Japon de 1993 à 1997.

## Statistiques
Le tableau ci-dessous présente les statistiques de Junko Ozawa en équipe nationale
| Équipe du Japon | Équipe du Japon | Équipe du Japon |
| Année           | Matchs          | Buts            |
| --------------- | --------------- | --------------- |
| 1993            | 4               | 0               |
| 1994            | 6               | 0               |
| 1995            | 5               | 0               |
| 1996            | 5               | 0               |
| 1997            | 1               | 0               |
| Total           | 21              | 0               |

## Palmarès
- Troisième de la Coupe d'Asie 1993